# Phalanger matanim
Phalanger matanim е вид бозайник от семейство Лазещи торбести (Phalangeridae). Видът е критично застрашен от изчезване.

## Разпространение
Видът е разпространен в Нова Гвинея.